# Giải E.T.A. Hoffmann

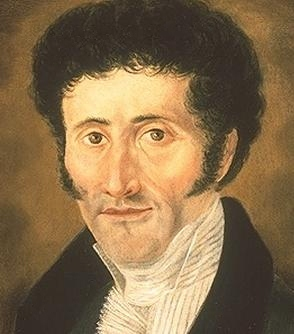
Ernst Theodor Amadeus Hoffmann

Giải E.T.A. Hoffmann (tiếng Đức: E.-T.-A.-Hoffmann-Preis) là một giải thưởng văn học Đức của thành phố Bamberg, bang Bayern.
Giải này được đặt theo tên nhà văn, nhà soạn nhạc nổi tiếng Ernst Theodor Amadeus Hoffmann, người đã từng sống ở thành phố này từ năm 1808 tới năm 1813, và được trao hàng năm, từ năm 1989. Khoản tiền thưởng hàng năm của giải là 5.100 euro.

## Những người đoạt giải
- 2012 Musikverein Bamberg
- 2010 Bernd Goldmann, cựu giám đốc Internationales Künstlerhaus (Nhà Nghệ thuật quốc tế) « Villa Concordia », tại Bamberg
- 2008 Horst Lohse, nhà soạn nhạc
- 2006 Albrecht Mayer, nhạc sĩ
- 2004 Gerhard C. Krischker, nhà văn
- 2002 Gerhard Weinzierl, nhà âm nhạc học
- 2000 Paul Maar, nhà văn
- 1998 Werner Kohn, nhiếp ảnh gia
- 1996 Tankred Dorst và Ursula Ehlers, nhà văn
- 1994 Edgar Krapp, nhạc sĩ
- 1992 Hans Neubauer, nhà văn, chủ tịch Hội ái hữu Nghệ thuật
- 1989 Hans Wollschläger, nhà văn, dịch giả